# Wereldkampioenschap voetbal 1982 (Groep 3) Brazilië - Argentinië
Het duel tussen Brazilië en Argentinië was voor eerstgenoemde het eerste duel uit de tweede ronde bij het WK voetbal 1982 in Spanje. Titelverdediger Argentinië had in de eerste wedstrijd met 2-1 verloren van Italië, en moest winnen om kans te behouden op een plaats in de halve finale.
De wedstrijd in Groep 3 werd gespeeld op 2 juli 1982 (aanvangstijdstip 17:15 uur lokale tijd) in het Estadio de Sarrià in Barcelona. Het duel, bijgewoond door 44.000 toeschouwers, stond onder leiding van scheidsrechter Mario Rubio Vázquez uit Mexico. Hij werd geassisteerd door Gilberto Aristizábal (Colombia) en Gastón Castro (Chili). Brazilië won de 66ste editie van de Zuid-Amerikaanse klassieker met 3-1 en schakelde daarmee de titelhouder uit. Argentinië beëindigde de wedstrijd met tien man na de rode kaart in de 82ste minuut voor middenvelder Diego Maradona.

## Wedstrijdgegevens
| Brazilië                                                                                             | 3 – 1        | Argentinië |
| Zico 11' Serginho 66' Júnior 75'                                                                     | goals        | 89' Ramón Díaz |
| Telê Santana                                                                                         | bondscoach   | César Luis Menotti |
| Waldir Peres Leandro 82' Oscar Luizinho Júnior Toninho Cerezo Zico 84' Falcão Sócrates Serginho Éder | opstellingen | Ubaldo Fillol Jorge Olguin Luis Galvan Daniel Passarella Alberto Tarantini Juan Alberto Barbas Osvaldo Ardiles Diego Maradona 64' Daniel Bertoni Gabriel Calderón 46' Mario Kempes |
| Edevaldo 82' Batista 84'                                                                             | wissels      | 46' Ramón Díaz 64' Santiago Santamaria |
| Valdir Peres 77' Falcão 85'                                                                          | gele kaarten | 33' Daniel Passarella |
| | rode kaarten | 82' Diego Maradona |

## Overzicht van wedstrijden
| Eerste ronde | | |
| Groep A | Groep B | Groep C |
| Italië – Polen Kameroen – Peru Italië – Peru Kameroen – Polen Polen – Peru Italië – Kameroen                                                       | West-Duitsland – Algerije Chili – Oostenrijk West-Duitsland – Chili Oostenrijk – Algerije Algerije – Chili West-Duitsland – Oostenrijk    | Argentinië – België Hongarije – El Salvador Argentinië – Hongarije België – El Salvador België – Hongarije Argentinië – El Salvador                |
| Groep D | Groep E | Groep F |
| Engeland – Frankrijk Tsjecho-Slowakije – Koeweit Engeland – Tsjecho-Slowakije Frankrijk – Koeweit Frankrijk – Tsjecho-Slowakije Engeland – Koeweit | Spanje – Honduras Joegoslavië – Noord-Ierland Spanje – Joegoslavië Honduras – Noord-Ierland Honduras – Joegoslavië Spanje – Noord-Ierland | Brazilië – Sovjet-Unie Schotland – Nieuw-Zeeland Brazilië – Schotland Sovjet-Unie – Nieuw-Zeeland Sovjet-Unie – Schotland Brazilië – Nieuw-Zeeland |

| Tweede ronde                                            |                                                                     |                                                             |                                                                             |
| Groep 1                                                 | Groep 2                                                             | Groep 3                                                     | Groep 4                                                                     |
| België – Polen België – Sovjet-Unie Polen – Sovjet-Unie | Engeland – West-Duitsland West-Duitsland – Spanje Engeland – Spanje | Italië – Argentinië Brazilië – Argentinië Italië – Brazilië | Frankrijk – Oostenrijk Oostenrijk – Noord-Ierland Noord-Ierland – Frankrijk |
| Halve finales                                           |                                                                     |                                                             |                                                                             |
| Polen – Italië                                          | Polen – Italië                                                      | West-Duitsland – Frankrijk                                  | West-Duitsland – Frankrijk                                                  |
| Troostfinale                                            |                                                                     |                                                             |                                                                             |
| Frankrijk – Polen                                       |                                                                     |                                                             |                                                                             |
| Finale                                                  |                                                                     |                                                             |                                                                             |
| Italië – West-Duitsland                                 |                                                                     |                                                             |                                                                             |